# Icius subinermis
Icius subinermis (лат.) — вид пауков-скакунчиков рода Icius из подсемейства Salticinae (Salticidae). Эндемик стран Средиземноморского региона (Южная Европа).

## Распространение
Несмотря на то, что первоначально ареал был ограничен западной частью Средиземноморского региона (Южная Европа), иногда его находили в теплицах, например, в Кельне, Германия в 1995 году. Недавно он был обнаружен в центре Любляны, Словения, есть сведения из Швейцарии и Италии. Была описана интродуцированная североамериканская популяция в Филадельфии, Пенсильвания.

## Описание
Самки и самцы имеют различную окраску. Вид был описан Эженом Симоном в 1937 году.

## Биология
Icius subinermis предпочитает влажные места обитания, например, возле ручьев или на влажных лугах. Он строит шелковистые убежища в зарослях ситника или под камнями возле рек или ручьев. Туда он уходит, когда погода неблагоприятна.